# Grand Prix Pino Cerami 2007
Il Grand Prix Pino Cerami 2007, quarantaduesima edizione della corsa e valida come evento dell'UCI Europe Tour 2007 categoria 1.1, si svolse il 12 aprile 2007 su un percorso totale di circa 175,9 km. Fu vinto dall'italiano Luca Solari che terminò la gara in 3h52'39", alla media di 45,364 km/h.
Al traguardo 87 ciclisti portarono a termine il percorso.

## Ordine d'arrivo (Top 10)
| Pos. | Corridore         | Squadra         | Tempo    |
| ---- | ----------------- | --------------- | -------- |
| 1    | Luca Solari       | LPR             | 3h52'39" |
| 2    | Marco Marcato     | LPR             | a 2"     |
| 3    | Bert De Waele     | Landbouwkrediet | a 3"     |
| 4    | Marco Pinotti     | T-Mobile        | s.t.     |
| 5    | Fabrizio Guidi    | Barloworld      | a 14"    |
| 6    | Martyn Maaskant   | Rabobank        | s.t.     |
| 7    | Hubert Schwab     | Quick Step      | s.t.     |
| 8    | Alessandro Proni  | Quick Step      | a 28"    |
| 9    | Christophe Brandt | Predictor       | s.t.     |
| 10   | Robert Hunter     | Barloworld      | a 57"    |